# Harmonium indien

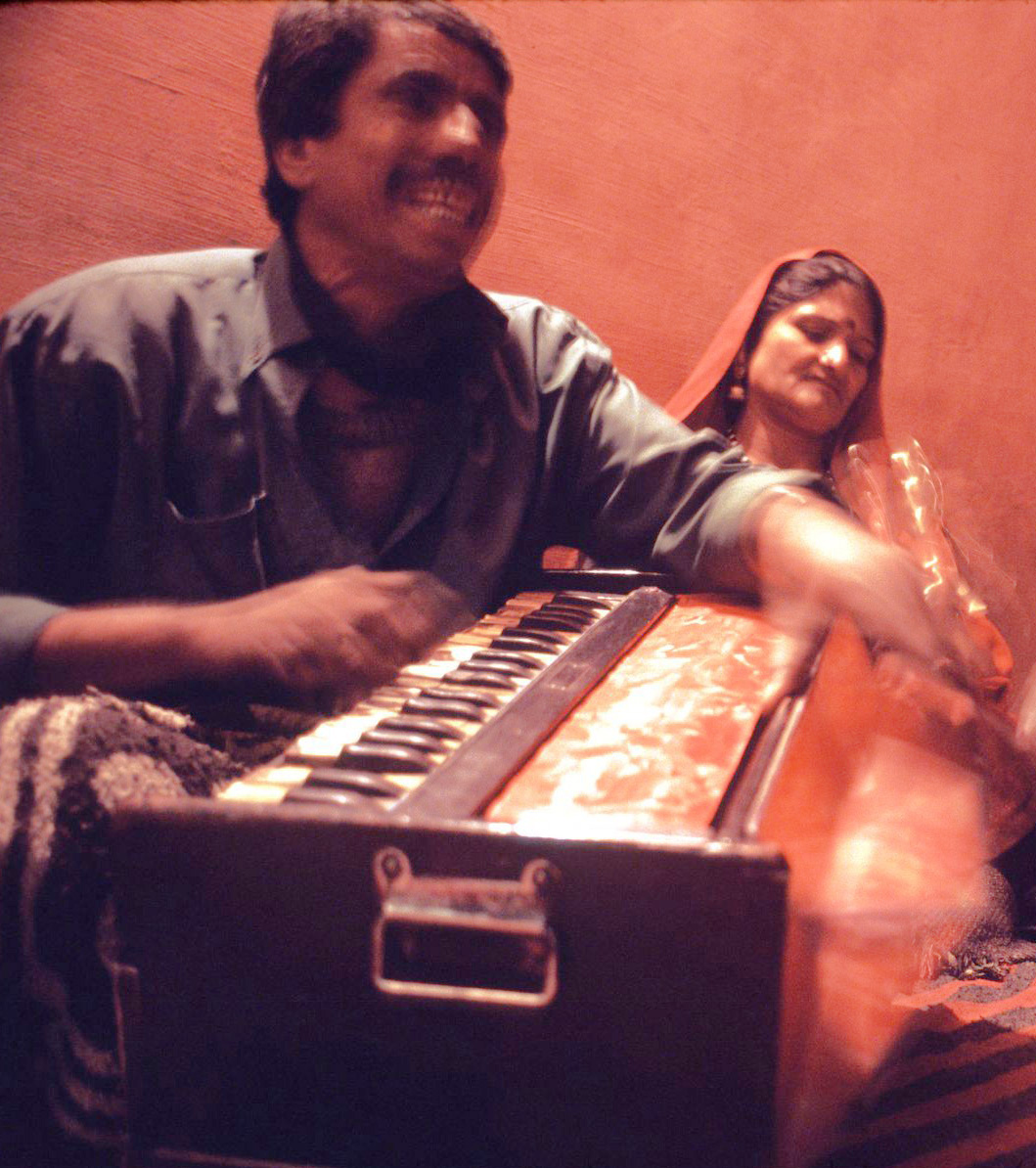
Homme jouant de l'harmonium indien en Inde.

Pour les articles homonymes, voir Harmonium.
L'harmonium indien, samvadini, peti (boîte) ou vaja, est un petit harmonium portatif très populaire dans le sous-continent indien. L'harmonium a été importé dès le XIXe siècle en Inde, assez peu de temps après sa création. Toutefois, l'harmonium à pédales disparut rapidement car il était inadapté à la culture sociale (on s'assoit par terre en Inde) et musicale (pas d'accord harmonique dans la musique indienne). Très vite, les pédales ont été remplacées par un soufflet (similaire à celui de l'accordéon) et l'instrument fut posé par terre, le musicien l'actionnant de la main gauche tandis qu'il joue la mélodie de la droite. 
C'est un instrument encore très employé dans beaucoup de genres de musique hindoustanie, en particulier dans les chants qawwalîs et les bhajans, ainsi que dans beaucoup d'églises ou d'écoles ou d'Âshrams. 
Il faut noter la révolution que provoque cette arrivée. Certes d'un emploi facile, il a néanmoins le défaut d'être accordé selon le tempérament égal occidental, et malgré les tentatives d'accordage à l'indienne, il ne correspond pas du tout à la hauteur juste des notes variables rencontrées dans les divers râgas. 
Du fait de son influence, la musique indienne s'occidentalise et les oreilles musicales des maîtres changent aussi : c'est une forme d'« uniformisation occidentale ». D'un simple instrument d'accompagnement ayant remplacé le sarangi, une vièle difficile à jouer mais juste et proche des inflexions de la voix, l'harmonium est en passe de devenir un instrument « majeur » puisque c'est lui qui donne le ton aux autres dans les petits ensembles. De même, les chanteurs se fondent sur lui, alors qu'auparavant ils accordaient leur luth d'accompagnement, la tampura, en vertu de leur oreille et du râga à jouer. Du fait de ses sonorités nasillardes, le timbre de voix des chanteurs qui étudient avec son aide change aussi alors qu'il tend au contraire à disparaître de la culture occidentale.

## Histoire
Au cours des années 1990, la musique dévotionnelle des hindous et les sikhs connue sous le nom de kirtan, une musique indienne des VIIe siècle et VIIIe siècle, est devenu populaire en Occident. L'harmonium est souvent joué comme instrument principal par les artistes kirtan ; notamment Jai Uttal qui a été nommé pour un Grammy Award pour sa musique new-age en 2004, ainsi que Snatam Kaur et Krishna Das, eux aussi nommés pour un Grammy Award pour leur musique new-age en 2012.